# The Texas Chain Saw Massacre
The Texas Chain Saw Massacre (bra: O Massacre da Serra Elétrica; prt: Massacre no Texas) é um filme americano de 1974, dos gêneros terror e slasher, de produção independente, dirigido por Tobe Hooper. O roteiro foi escrito por Hooper em parceria com Kim Henkel e ambos também produziram o longa-metragem. Marilyn Burns, Paul A. Partain, Teri McMinn, Jim Siedow, Edwin Neal e Gunnar Hansen interpretam os papéis principais. O enredo gira em torno de dois irmãos que viajam com seus amigos ao Texas com o objetivo de verificar o túmulo supostamente vandalizado de um parente; porém, no caminho até o local, são atacados por uma família de canibais.
Hooper concebeu a ideia do filme depois de ter acompanhado a cobertura da mídia com relação aos atos de violência em andamento na cidade de San Antonio, além das mudanças no panorama cultural e político da época; pequenos detalhes da trama, como o personagem Leatherface, foram inspirados pelos crimes do assassino em série Ed Gein (1906-1984). A maior parte do elenco era formada por atores até então desconhecidos do grande público e sem experiência anterior com cinema. A produção de The Texas Chain Saw Massacre passou por diversos problemas, como o baixo orçamento, que obrigou o cineasta a filmar por longas horas ao dia, valendo-se dos sete dias da semana, para que pudesse terminar o mais rápido possível e reduzir os custos de aluguel dos equipamentos; os efeitos especiais foram obtidos de forma simples e limitada. Em virtude do conteúdo violento, Hooper encontrou empecilhos para arranjar um distribuidor; por consequência, Louis Perano, da Bryanston Pictures, adquiriu os direitos de distribuição. O cineasta limitou a quantidade de sanguinolência na esperança de garantir que o filme obtivesse uma classificação indicativa PG (assistir sob orientação paterna), mas a Motion Picture Association of America (MPAA) classificou-o com um R (restrito).
O lançamento do filme ocorreu em outubro de 1974, sob a alegação de que a história era verdadeira, com intuito de atrair um público mais amplo. Apesar de que inicialmente tivesse obtido uma recepção mista da crítica, foi extremamente rentável, arrecadando mais de trinta milhões de dólares nas bilheterias. Posteriormente, The Texas Chain Saw Massacre foi banido em vários países, e inúmeros cinemas deixaram de exibi-lo em resposta às reclamações sobre a violência nele contida. Contudo, no decorrer dos anos, foi conquistando comentários mais positivos por parte dos críticos cinematográficos e é reconhecido, atualmente, por analistas e estudiosos de cinema, como um clássico cult e um dos filmes mais influentes do século XX, notabilizando-se por ter entrado na lista de diversas publicações de "os melhores" e "mais influentes" filmes de terror da história do cinema. Entrou na lista dos 400 melhores filmes americanos já realizados segundo o Instituto Americano do Cinema em 2007.
Alguns especialistas criticam a forma como a violência contra mulheres é mostrada em The Texas Chain Saw Massacre, ao passo que outros nele enxergam uma metáfora para o vegetarianismo, entre outras discussões que a obra proporciona. Ao filme é creditada a origem de vários elementos comuns ao gênero slasher, incluindo o uso de ferramentas de trabalho como armas de crime e a caracterização do assassino como uma figura alta, silenciosa, mascarada e desprovida de personalidade. A popularidade da película levou a uma franquia que continuou a história de Leatherface e sua família através de sequências, refilmagens, duas pré-sequências, histórias em quadrinhos e jogos eletrônicos.

## Enredo
Após tomar conhecimento, pelo rádio, de que atos de vandalismo estão sendo cometidos em um cemitério no Texas, Sally Hardesty (Marilyn Burns) e seu irmão paraplégico Franklin (Paul A. Partain) decidem ir até o local para se certificarem de que o túmulo do avô não foi violado. Os irmãos, que viajam numa van, são acompanhados pelo namorado de Sally, Jerry (Allen Danziger), e pelo casal Kirk (William Vail) e Pam (Teri McMinn). Depois de verificarem que a tumba está intacta, eles param em um posto de gasolina, porém descobrem que não há combustível. Os jovens decidem seguir até à antiga casa dos Hardesty, mas são parados por um caroneiro (Edwin Neal), que fere Franklin com uma navalha e se corta a si mesmo, sendo imediatamente expulso da van.

O grupo de amigos em torno do qual gira a trama do enredo.

Chegando à fazenda dos Hardesty, os jovens começam a examinar o lugar. Enquanto Kirk e Pam procuram um lugar para nadar, escutam um gerador de energia em uma casa nas proximidades. O rapaz entra na casa para pedir combustível, mas é atacado com um martelo por um homem, Leatherface (Gunnar Hansen), que arrasta seu corpo para dentro de uma sala secreta e fecha a porta. Pam, em busca de seu namorado, entra na residência e descobre numerosos ossos e galinhas presos a uma gaiola, começa a vomitar e foge. Leatherface a captura e a pendura num gancho de carne; em seguida, liga a motosserra e corta Kirk. Sally, Franklin e Jerry começam a se preocupar com a ausência do casal, e então este último sai à procura do casal. Depois de alguns minutos, ele encontra Pam dentro de uma câmara frigorífica. Leatherface aparece com uma marreta e o acerta na cabeça, matando-o. Leatherface coloca o corpo da moça de volta na câmara e começa a se sentir atormentado pelo fato de estarem invadindo sua casa.
Ao anoitecer, Sally e Franklin decidem descansar. Pela madrugada, ambos saem à procura de Jerry, Kirk e Pam na floresta. Logo após ouvirem barulhos, Leatherface ataca Franklin com a motosserra e o mata. Sally escapa pela floresta, entra na casa de Leatherface e encontra um casal de idosos, os quais na verdade são apenas esqueletos. Leatherface destroça a porta por intermédio do instrumento e a jovem salta para fora da janela e foge em direção ao posto de gasolina, onde pede ajuda ao proprietário (Jim Siedow). Depois de tentar acalmá-la, o homem traz um saco e uma corda de sua caminhonete. Sally então percebe que ele está mancomunado com o assassino e tenta fugir, mas é capturada e levada para a casa onde seus amigos foram mortos. No local, ela descobre que tanto o proprietário do posto de gasolina quanto o caroneiro são irmãos de Leatherface. A jovem é amarrada a uma cadeira, e o avô (John Dugan), que pratica canibalismo, tenta assassiná-la com um martelo, mas falha várias vezes por conta do definhamento.
Quando os membros da família começam a discutir, Sally se liberta e escapa pulando de uma janela. Os dois irmãos (Leatherface e o caroneiro) tentam alcançá-la; contudo, chegam em uma estrada, onde aparece um caminhão que atropela o caroneiro. O motorista desce para ajudar a moça, mas Leatherface os persegue com sua motosserra. Em seguida, aparece uma caminhonete, Sally monta na carroceria do veículo e escapa, ao passo que Leatherface, furioso, dança maniacamente girando a motosserra no ar.

## Elenco e personagens

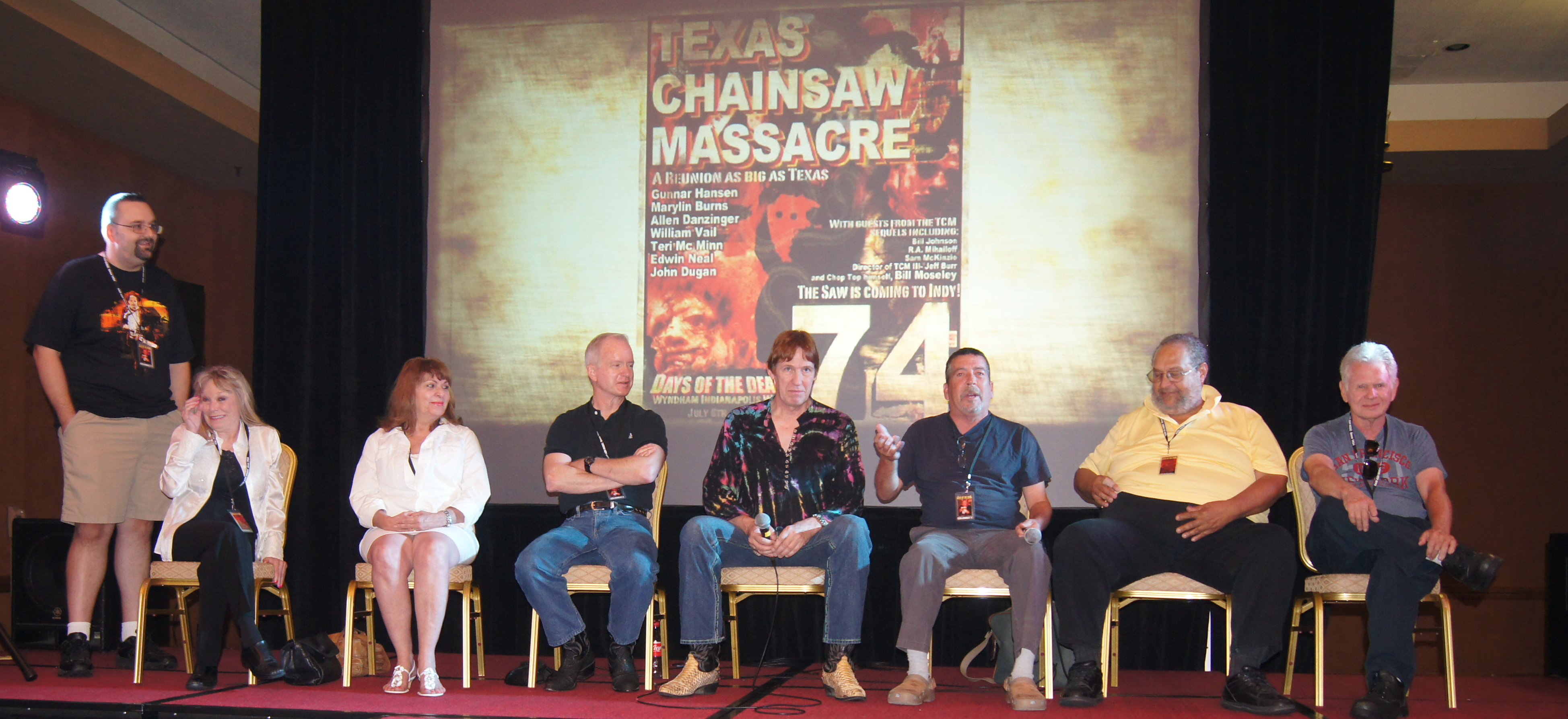
Parte do elenco reunido durante evento realizado em Indianapolis (2012), da esquerda para a direita: Marilyn Burns, Teri McMinn, William Vail, Edwin Neal, John Dugan, Ed Guinn e Allen Danziger.

O filme apresentou nove personagens principais e contou com a narração de John Larroquette.
- Marilyn Burns interpretou a protagonista Sally Hardesty, que, junto a seu irmão paraplégico, o namorado e mais dois amigos, dirige-se a um cemitério no Texas para verificar a possível violação do túmulo de seu avô, mas acaba vivendo um verdadeiro inferno nas mãos de Leatherface e sua família.
- Teri McMinn interpretou Pam, namorada de Kirk.
- Paul A. Partain interpretou Franklin Hardesty, o irmão inválido de Sally e, como descreve Rob Gonsalves, "um pouco difícil de lidar". O crítico de cinema comenta ainda que "Hooper e Henkel se recusaram a fazê-lo melhor do que o resto de nós só por ele estar em uma cadeira de rodas. A deficiência de Franklin transformou-o num sujeitinho reclamador e desagradável, ou talvez ele fosse assim mesmo se usasse as pernas".[18]
- Allen Danziger interpretou Jerry, o namorado de Sally, que, ao procurar os amigos Pam e Kirk, acaba encontrando Leatherface na cozinha da casa dos Sawyer.
- William Vail interpretou Kirk, namorado de Pam e amigo de Sally e Franklin.
- Jim Siedow interpretou Drayton Sawyer, o irmão mais velho de Leatherface, embora algumas resenhas refiram-se ao mesmo como o pai do vilão.[18] O nome desse personagem foi mencionado apenas no segundo filme da franquia, no primeiro, ele é apenas chamado de "Old Man" ("O Velho").[19]
- Edwin Neal interpretou The Hitchhiker ("O Caroneiro"), irmão de Leatherface. Neal retrata-o como um assassino canibal mentalmente instável e ladrão de túmulos que vive com sua família igualmente depravada nas estradas do Texas, capturando, torturando e banqueteando-se com os viajantes incautos. Embora sádico e violento, é geralmente um dos personagens menos ameaçadores do filme, não sendo muito inteligente, e se comporta de forma irregular.[19]
- Gunnar Hansen interpretou Leatherface.[20]
- John Dugan interpretou Grandpa ("Vovô"), o patriarca da família Sawyer, um ex-açougueiro centenário que no passado foi um grande assassino em série. É mantido vivo bebendo o sangue das vítimas abatidas por sua família.

Também são creditados os seguintes atores, que realizaram participações menores: Robert Courtin (homem que lava as janelas da van em que viajam os jovens); William Creamer (sujeito barbudo que aparece no início do filme); John Henry Faulk (contador de histórias); Jerry Green (cowboy que guia Sally pelo cemitério); Ed Guinn (motorista de caminhão que tenta socorrer Sally durante a perseguição de Leatherface à jovem); Joe Bill Hogan (bêbado que aparece discursando no início do filme); e Perry Lorenz (motorista da caminhonete que socorre Sally no final).

## Produção

### Concepção e desenvolvimento
De fato eu estudei Gein [...] mas também atentei a um caso de assassinato em Houston na época, um assassino em série que você provavelmente lembra chamado Elmer Wayne Henley. Ele era um jovem que recrutava vítimas para um homem homossexual mais velho. Eu vi algumas reportagens em que Elmer Wayne [...] dizia: 'Eu cometi esses crimes, e vou, como um homem, enfrentá-los.'  Bem, isso me pareceu interessante, ele ter essa moralidade convencional naquele momento. Ele queria deixar claro que, agora que foi capturado, faria a coisa certa. Então, esse tipo de esquizofrenia moral é algo que eu tentei incluir nos personagens."

Kim Henkel, 2004.
O conceito de The Texas Chain Saw Massacre surgiu no início da década de 1970, enquanto Tobe Hooper trabalhava como assistente de diretor na Universidade do Texas em Austin e como cinegrafista de documentários. Ele já havia desenvolvido uma história envolvendo elementos de isolamento, floresta e escuridão. O diretor apontou que a cobertura da mídia com relação aos atos de violência em andamento na época na cidade texana de San Antonio serviu de inspiração para o roteiro e alguns elementos do enredo tiveram como base os crimes cometidos pelo assassino em série Ed Gein em Wisconsin na década de 1950. Gein inspirou outros filmes de terror como Psycho (1960), de Alfred Hitchcock, e The Silence of the Lambs (1991), de Jonathan Demme. Durante o desenvolvimento, Hooper usou os títulos de produção Headcheese e Leatherface.
Hooper mencionou as mudanças no panorama cultural e político como influências centrais sobre o filme. A falsa informação intencional de que o "filme que você está prestes a ver é verdadeiro" foi uma resposta a "ser enganado pelo governo sobre as coisas que estavam acontecendo em todo o mundo", incluindo o caso Watergate, a crise do petróleo de 1973 e "os massacres e atrocidades na Guerra do Vietnã". A "falta de sentimentos e a brutalidade das coisas" que o diretor notava enquanto assistia aos noticiários locais, cuja cobertura da violência foi sintetizada na expressão "mostrando cérebro espalhado por toda a estrada", levou-o a crer que "aqui o verdadeiro monstro era o homem, apenas usando uma cara diferente, então coloquei uma máscara literal no monstro do meu filme". O cineasta teve a ideia de usar uma motosserra como arma do crime enquanto estava em uma loja lotada de pessoas e ficava imaginando como passar mais rápido pela multidão. Ele e o roteirista Kim Henkel escreveram o roteiro em aproximadamente três semanas.
Hooper e Henkel criaram uma empresa chamada Vortex, Inc., da qual Henkel tornou-se o presidente, e Hooper, vice-presidente. Eles pediram financiamento a Bill Parsley, um amigo de Hooper. Parsley fundou uma empresa chamada MAB, Inc. através da qual ele investiu 60 mil dólares na produção do filme. Em troca, a MAB ficaria com 50 por cento do filme e seus lucros. O gerente de produção Ron Bozman comunicou à parte do elenco e da equipe que estes receberiam apenas uma parte de seus salários até que o filme fosse vendido a um distribuidor. Para deixar a ideia mais atraente, a Vortex atribuiu-lhes uma parte de seus lucros potenciais, entre 0,25 a 6% por pessoa. O elenco e a equipe não foram informados de que a Vortex possuía apenas metade do filme, o que significava que os percentuais assinados valiam a metade do valor estimado.

### Seleção do elenco
A maior parte dos atores contratados para o filme não tinha experiência anterior com cinema. O elenco consistia principalmente de texanos cuja única experiência eram papéis em comerciais, televisão ou teatro, enquanto Allen Danziger e Jim Siedow eram conhecidos de Hooper. O trabalho deu a alguns deles a oportunidades de participar em várias outras produções da indústria cinematográfica. O papel principal ficou por conta de Marilyn Burns, que já havia realizado algumas peças teatrais e integrado o conselho de comissão de filmes da Universidade do Texas em Austin. No momento em que Teri McMinn foi convocada, ela era estudante e trabalhava com várias companhias de teatro, incluindo a Dallas Theater Center. A sua descoberta se deu quando Henkel viu uma fotografia sua no periódico local Austin American-Statesman, e a contatou para uma audição. Ele lhe pediu que usasse calções curtos, fazendo de seu figurino o mais confortável de todos dentre seus colegas de elenco. Para seu papel, Edwin Neal estudou e baseou-se no comportamento de seu sobrinho esquizofrênico.

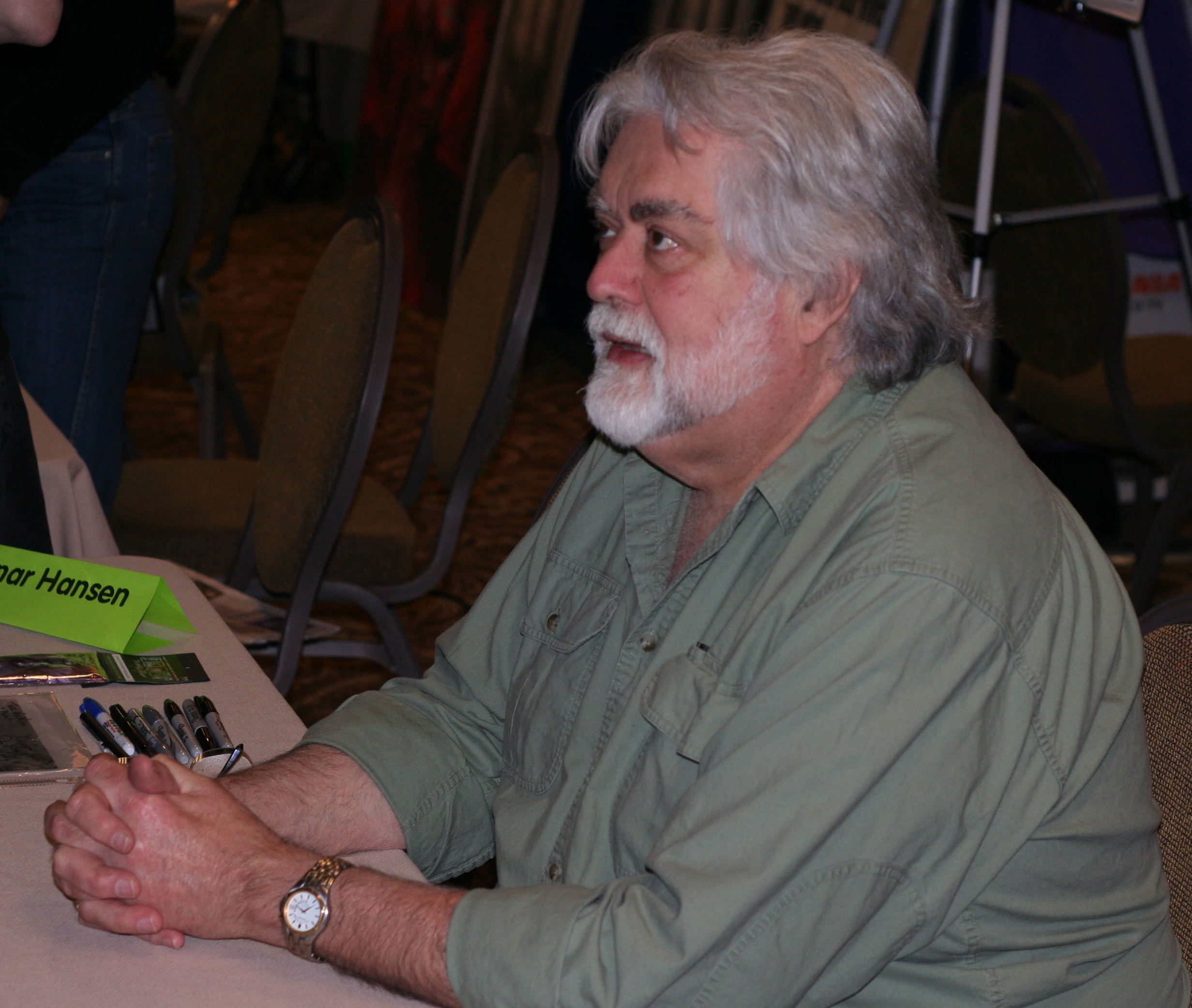
Gunnar Hansen, intérprete de Leatherface.

Em 1973, aos 26 anos, Gunnar Hansen estava conversando com um amigo no instante em que um conhecido seu juntou-se ao diálogo e lhe disse que havia uma produção cinematográfica na cidade, que iriam rodar um filme de terror, e que Hansen seria perfeito para o papel do vilão, apesar de que este já havia sido preenchido — o que fez com que o ator o esquecesse, mas não antes de ter contatado o diretor de elenco, que a princípio nada lhe revelou sobre a personagem, disse apenas que se tratava de um filme de terror. Cerca de uma semana depois, Hansen encontrou o conhecido novamente, o qual lhe disse que o ator escalado para o papel estava bêbado em um motel e não saía do local para uma reunião marcada com a produção, fazendo com que o cineasta desistisse dele e procurasse por um novo ator. Hansen comunicou-se novamente com a equipe, a qual lhe pediu que esperasse por um retorno. Dois dias depois, ele foi chamado para uma conversa com Hooper e Henkel, os quais tiveram longas reuniões, nas quais discutiram sobre Leatherface e a relação da personagem com a estranha família de canibais da qual fazia parte. O ator conseguiu passar nos testes.
O que em si impressionaram o diretor e o co-roteirista foram sua capacidade de atuação e, principalmente, seu porte físico, que possuía 1,93 m de altura. Sua decisão por atuar no filme deu-se por "razões simples": ele nunca tinha trabalhado em um longa de verdade e pensou que atuar em filmes de terror seria uma experiência interessante, além de também aprender um pouco sobre como essas produções são feitas. Para si seria um "trabalho de verão muito melhor do que cuidar de um bar" e nunca imaginou que ele se tornaria "algo mais do que simples imagens desagradáveis de terror". O diretor permitiu que ele desenvolvesse sua personagem livremente. Hansen então decidiu que Leatherface seria um deficiente mental que sequer teria aprendido a falar. Assim, em preparação para o papel, visitou uma instituição escolar para pessoas com necessidades especiais e observou como os alunos se moviam e falavam, a fim de transmitir a personalidade do vilão da forma mais realista possível. O ator procurou manter um relacionamento distante com o resto do elenco, pois o Hooper queria que os atores ficassem realmente com medo durante as cenas.
Fazia em torno de 35 a 38 graus de calor nas filmagens durante o dia. Eles não lavavam minhas roupas porque temiam que estragasse, ou mudasse de cor. Não havia dinheiro nem para um segundo traje. Então eu tive que usar a máscara de 12 a 16 horas por dia, sete dias por semana, durante um mês.— Hansen a comentar sobre as filmagens em uma entrevista.

### Filmagens

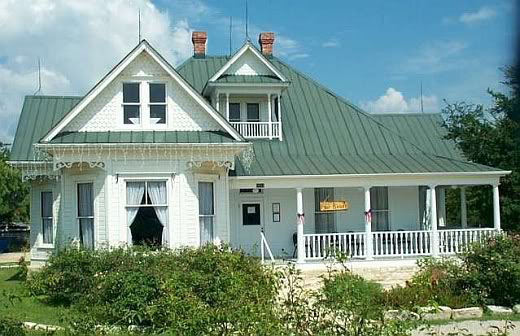
A casa usada no filme ficava em uma fazenda nos arredores de Round Rock (Texas). Em 1998, foi transferida para Kingsland e modificada em um restaurante.

O filme foi rodado nas cidades de Austin, Round Rock e Bastrop, no estado do Texas. As gravações duraram cerca de quatro semanas, a partir de 15 de julho a 14 de agosto 1973. Tanto os atores como a equipe de filmagem consideravam duras as condições do local, visto que, além de tudo, a temperatura era alta durante os registros, chegando a 36 °C em 26 de julho; a menor temperatura registrada foi de 28,3 °C em 31 de março. As janelas da casa estavam cobertas durante as filmagens, devido às cenas ambientadas à noite.
Por causa de seu baixo orçamento, os efeitos especiais do filme eram simples e limitados, e a equipe de filmagem teve que trabalhar sete dias por semana, de doze a dezesseis horas por dia, além de lidar com alta umidade. Muitas das cenas foram feitas em uma fazenda decorada com móveis feitos de ossos animais, que foram cobertos com látex para dar uma aparência de pele humana. Para completar a cena, o diretor de arte Robert A. Burns visitou vários lugares em busca de ossos e animais em decomposição, usados para cobrir o chão da casa, a qual corresponde a uma fazenda localizada em Quick Hill Road, perto da cidade de Round Rock. Em 1998, a casa foi transferida para Kingsland e transformada em um restaurante. O ponto das gravações em Austin estava situado em uma estrada de pouco acesso, longe da civilização. Antes que as cenas ali fossem fotografadas, o xerife local já tinha sido avisado, de modo que não ficasse muito preocupado caso recebesse alguma denúncia. Ele, contudo, apenas chateou-se quando a produção bloqueou a via por um dia para que ali fosse filmada uma cena.
Houve dificuldades durante as filmagens na cena em que Leatherface ataca Kirk com a motosserra. Hansen alertou o ator William Vail que se mantivesse quieto, pois ele não sabia lidar com a ferramenta com muita precisão. No momento da gravação, a serra passou a poucos centímetros do rosto de Vail. Posteriormente, o mesmo se sucedeu ao próprio Hansen que, enquanto corria pela floresta segurando o instrumento ligado, caiu e a ferramenta passou muito próximo de sua cabeça. A motosserra utilizada foi uma Poulan 245A, a qual os produtores tiveram que cobrir a parte que continha o nome da marca com um pedaço de fita preta de modo a evitar possíveis problemas legais. A atriz Teri McMinn teve que ser suspensa por um cordão de náilon, que ficava entre suas pernas, para a parte em que sua personagem é pendurada em um gancho de carne, o que lhe causou muita dor.

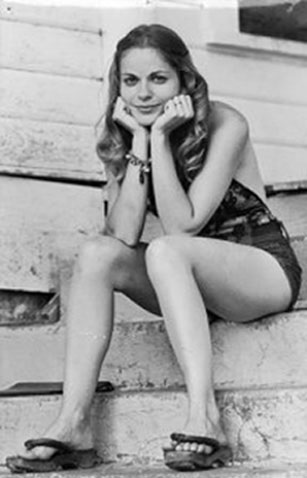
Teri McMinn durante as filmagens do filme.

Para a sequência em que Sally é amarrada a uma cadeira, levou-se cerca de 26 horas para registrá-la, dado que o elenco já estava desgastado tanto fisicamente como psicologicamente por consequência da intensidade nela contida. A equipe estava com uma imensa dificuldade em produzir sangue falso, isso fez com que Burns cortasse o seu dedo com uma navalha para "alimentar" o avô. Ela declarou o quão horrível isso lhe foi, porque estava apavorada, e, apenas pelo fato de ter sido amarrada a uma cadeira e aqueles homens terem estado constantemente em torno dela, achou a situação muito insuportável. Por sua vez, Hansen a designou como a cena mais intensa do filme: "acho que todos nós estávamos um pouco insanos até então". Em algumas tomadas da passagem foi usado um martelo cenográfico, mas na maior parte delas usou-se um martelo real; no entanto, o ator que interpretava o avô mirava no chão e não na cabeça da atriz, que também foi impetuosamente golpeada com um cabo de vassoura por oito tomadas contínuas, depois forçada a se esparramar pelo chão dezessete vezes. Para o salto que ela dá pela janela, usou-se uma dublê, o que, contudo, não evitou que a atriz machucasse seu joelho, uma vez que ela se atirou no chão para mostrar sua queda. Seu figurino ficou tão encharcado de sangue, agora cenográfico, que estava "praticamente sólido" no último dia de filmagem. O close de Leatherface ferindo sua perna com a motosserra foi a última tomada a ser rodada; o ator estava usando uma placa de metal sobre o membro, que foi coberta com um pedaço de carne e uma bolsa de sangue. Dada a tensão das gravações, os atores e a equipe comeram brownies com cannabis na última noite de filmagem. Hansen, que nunca antes havia experimentado a droga, lutava contra a tontura para registrar uma cena em que ele passa pela porta da frente com a motosserra ligada.
Dessa forma, as filmagens foram um tanto perigosas e Hooper percebeu na festa de encerramento da produção que todos os membros do elenco estavam com algum tipo de lesão corporal. O diretor afirmou que "todo mundo me odiava até o fim da produção" e que "levou anos para superarem isso".

### Fotografia
No que concerne à cinematografia, Hooper estava com dúvida acerca de qual profissional contrataria. Certo dia, enquanto visitava um laboratório de cinema, ele conheceu o diretor de fotografia Daniel Pearl — que tinha 23 anos à época, e recentemente havia terminado seu mestrado na Universidade do Texas em Austin. Após terem trocado informações e o fotógrafo ter-lhe instruído sobre como usar filtros fotográficos, o cineasta, que queria um texano para o cargo, interessou-se por Pearl e, por volta de seis meses depois, o convidou para trabalhar no filme; proposta que foi prontamente aceita. Todavia, como houve um atraso para se iniciar as filmagens, Pearl preocupou-se e imaginou que Hooper lhe trocaria por nomes como Laszlo Kovacs ou Vilmos Zsigmond. Então, ele ligou para o cineasta com intuito de saber se o projeto estava de pé e quando começaria, e foi-lhe informado que a produção, que tinha apenas setenta mil dólares, iniciar-se-ia assim que se conseguisse outros dez mil. Pearl imediatamente telefonou para um amigo que provinha de uma família rica e ofereceu-lhe a oportunidade de investir na película, o qual, após ter lido o roteiro, aceitou a oferta. Por tê-lo feito, o diretor de fotografia recebeu quatro por cento da arrecadação total da obra, dos quais distribuiu uma pequena parte entre os membros de sua equipe — os quais majoritariamente foram seus alunos durante o tempo que ele fazia seu estágio ou quando serviu de assistente a professores. Pearl inspirou-se no trabalho de Russell Lee.

O diretor de fotografia Daniel Pearl, ao lado da equipe de produção e atores, registrando a cena do jantar.

O filme foi predominantemente rodado com um único tipo de câmera, a câmera de mão Eclair NPR 16 mm, e a película com que as cenas foram filmadas exigia uma luz quatro vezes mais potente que a normal. Inicialmente, o intuito era rodar tudo em câmera Vintage Arriflex Blimp 35mm, porém, a pretexto do baixo orçamento, optou-se pelo filme 16mm. Para a sequência em que Leatherface arrasta Kirk para um cômodo e bate o portão de ferro, o diretor de fotografia optou por cortar imediatamente este plano e passar para o seguinte, o qual inicia-se com Pam levantando do balanço e caminhando em direção à casa. Primeiramente, a intenção era que o plano fosse registrado com uma dolly, mas, em virtude do baixo orçamento, Pearl notou que daria para utilizar um trilho para filmadoras. Este, com cerca de 48 pés (ou 14,6 metros) de comprimento, foi instalado ao longo do caminho entre o balanço e a casa; desse modo, para que pudesse passar por debaixo do objeto, o fotógrafo deitou-se sobre um carrinho e  controlou uma câmera de proporção 1.85:1 à sua frente — que seguia a garota enquanto exibia o balanço como um ponto de fuga da casa, a qual, inicialmente, parece pequena, até que, à medida que a garota se aproxima dela, domina o espaço.
Pearl usou muito da câmera subjetiva. Sua escolha deveu-se ao fato de que ele tivera visto a técnica em The Fearless Vampire Killers (1967), dirigido por Roman Polanski, que aplicou inúmeros artifícios de desorientação, como em uma cena em que um mágico, que está fazendo um truque com a mão direita, usa a esquerda de modo a distrair o público da entrada de um vampiro no quadro. O fotógrafo conversou com o cineasta sobre o uso dessa técnica e projetaram muitos momentos tensos dessa maneira; a intenção era afastar o foco do lado em que Leatherface entraria e, no momento em que público se desse conta de que ele estava em cena, a personagem já estaria fazendo algo terrível. O movimento, o som e a luz também foram incorporados a fim de se criar momentos de pânico e jump scares, o que pode ser comprovado na cena Franklin é atacado em uma cadeira de rodas. Pouco antes disso, ao lado de sua irmã, ele, à procura de seus amigos, estava segurando uma lanterna, a qual se movia para várias direções. Apesar de estar uma noite muito escura na floresta, o cenário foi bem iluminado com alguns pontos brilhantes para que o espectador pudesse, além de olhar do ponto de vista da personagem, focasse também neles, os quais serviram de distração para que, no momento em que Leatherface entrasse no quadro e simultaneamente uma assustadora trilha sonora tocasse, a plateia se surpreendesse.

### Música
A trilha sonora foi composta por Hooper em parceria com o músico Wayne Bell, sendo seu primeiro trabalho em um longa-metragem, enquanto o técnico de som Ted Nicolaou ficou responsável pela gravação e reprodução sonora. Além da trilha de efeitos sonoros de fundo criados pelos dois primeiros, sete canções originais de diferentes artistas do Texas compõem a música original do filme. Destas, talvez a mais lembrada seja "Fool For A Blond", escrita e cantada por Roger Bartlett, tocada no momento em que os jovens param a van na beira da estrada e dão carona ao maníaco irmão de Leatherface. Hooper afirmou que escolheu essa música para aquela sequência em particular por acreditar que, naquele momento, Sally enxerga o caroneiro como apenas um tolo inofensivo, sem imaginar que ele se automutilaria naquele veículo momentos depois. Para o diretor, a canção proporcionaria uma atmosfera de leveza, causando um contraste bastante forte entre o que seria ouvido e o que seria visto pelo espectador.
Esforços foram empreendidos na tentativa de rastrear os artistas originais e iniciar o processo de produção de uma trilha sonora oficial para o filme, no entanto, circunstâncias relacionadas principalmente aos detentores dos direitos autorais da obra inviabilizaram o projeto, de modo que nunca houve um lançamento oficial da trilha sonora do filme. A trilha recebeu elogios ao longo dos anos, mesmo sem ser absorvida pela cultura popular. A Rolling Stone a elegeu como uma das 35 melhores trilhas sonoras de filmes de terror, definindo-a como "música country suja e fora-da-lei combinada com música concreta distorcida" e considerando-a um "ruído de fundo transformado em trilha sonora de vanguarda", além de apontá-la como forte influência para bandas experimentais como Animal Collective.

### Efeitos sonoros
Para produzir os efeitos sonoros, foram utilizados inúmeros instrumentos musicais a fim de criar um ambiente assustador e inquietante. Ao comporem a sonoplastia, Hooper e Bell somaram a música e o som uns aos outros, para que às vezes até se "colidissem". Para as cenas de tensão, eles fizeram vários encontros e executaram diversas composições no intuito de se criar as que melhor se encaixassem nas sequências. Na verdade, eles produziram as faixas antes mesmo de ter-se registrado as cenas para elas, baseando-se apenas em partes do enredo, como nos momentos de extrema tensão, na presença das personagens no quarto de ossos ou nas sequências de perseguição. Com finalidade de se alcançar uma trilha inquietante, empregou-se diferentes instrumentos, dentre os quais: instrumentos de músicas orgânicas e eletrônicas, um violoncelo, um contrabaixo, uma guitarra Lap Steel Fender e muitos outros de percussão. Piano, instrumentos infantis e os metais também foram empregados para produzirem os sons de batida em algum objeto, por exemplo.
A manipulação da intensidade dos sons naturais foi de muita importância. Na ação em que Leatherface ataca Kirk com um martelo, é dada uma ênfase, primeiramente, ao barulho que a arma branca libera; em seguida, destaca-se o estrondo da batida da porta de metal. Na ocasião em que Pam, à procura de seu namorado, entra no recinto de ossos, a insanidade aumenta à medida que se ressalta os móveis feitos de esqueleto humano, as carcaças de animais e o frango em uma gaiola. Aqui, Hooper e Bell evidenciaram os sons dos ossos e dos metais sacudindo em um mesmo ritmo, causando a sensação de que as sinapses disparam de uma só vez. "Nosso cérebro está tentando processar a informação que nos é dada, mas essa informação está no fim da depravação, coisas que nunca vimos antes", acrescentou o compositor. Contudo, por ter sido apenas na sequência do jantar, na qual Sally é torturada física e mentalmente pela família psicopata, que o sentimento terror se intensificou de maneira que a personagem beira a loucura, optou-se pelo uso de cordas agudas e sons mecânicos fundindo com seus gritos e close ups em seus olhos e com os bramidos animalescos advindos da família. O efeito sonoro ouvido no prólogo com uma sequência de flashes macabros destacando pedaços de cadáveres decompostos e profanados num cemitério foi produzido por Bell. Após tê-lo concluído, o músico mostrou-lho ao diretor, que, maravilhado, imediatamente designou-o o tema principal do filme, intitulando-o "Opening Titles".
O zunido da motosserra, cujo barulho sobrepõe a todos os outros sons em sua volta sempre que é ligada, toma o lugar da voz de Leatherface, sendo seu instrumento e a única maneira pela qual ele pode realmente se expressar. Entretanto, é somente no clímax, no momento em que o personagem empunha sua serra e persegue Sally, que ele transpõe "um verdadeiro musical", levando-o a criar uma sinfonia de sede de sangue, assim como também toda sua frustração e raiva por ter perdido sua presa; além de expor sua fúria contra um mundo que não pode entendê-lo e que não gostaria de fazê-lo. O alívio final — tanto para Sally como para o público, porém, só acontece na fase seguinte, em que se finaliza o filme e corta para os créditos finais. Ali, ocorre uma repentina e surpreendente mudança da agitação anterior para o silêncio extremo, o qual serve para enfatizar o quão alto a cacofonia implacável da motosserra e dos gritos era; o vácuo sonoro, enquanto se passa os textos, permite uma contemplação do que se acabou de acontecer e um descanso aos ouvidos para aqueles sons terríveis ressoando sob a audiência. Apesar de outras partituras de filmes de terror terem sido habilmente compostas para provocarem sentimentos de inquietação e medo, foram os sons naturais da obra que a tornaram pioneira e clássica dentro do gênero.

### Pós-produção
Durante a montagem, a produção excedeu o seu orçamento inicial de sessenta mil dólares (cerca de 298 000 dólares ajustado pela inflação). Algumas fontes se divergem no que concerne ao gasto total do filme, as quais supõem valores entre 93 000 (cerca de 461 000) e trezentos mil dólares (cerca de 1 500 000). A produtora cinematográfica Pie in the Sky forneceu 23 532 dólares em troca de 19 por cento da Vortex; isso fez com que Henkel, Hooper, o elenco e a equipe ficassem com 40,5 de participação. Warren Skaaren, o então chefe da Comissão de Cinema do Texas, ajudou a garantir o acordo de comercialização com a distribuidora de filmes Bryanston Pictures. David Foster, produtor do filme de terror The Thing (1982), organizou uma exibição privada para alguns dos executivos da Bryanston na Costa Oeste, e recebeu 1,5% dos lucros da Vortex e uma taxa diferida de quinhentos dólares (aproximadamente 2 500,00 ajustado pela inflação).
Em 28 de agosto de 1974, Louis Peraino, da Bryanston, encarregou-se pela distribuição mundial do filme; Ron Bozman e Skaaren receberiam 225 000 dólares e 35 por cento da arrecadação total. Anos depois, Bozman declarou: "Fizemos um acordo com o diabo, [suspira], e acho que, de certa forma, conseguimos o que merecíamos". Eles assinaram o contrato com a Bryanston e, depois que os investidores recuperaram seu dinheiro (com juros) — e depois que Skaaren, seus advogados e seus contadores foram pagos —, apenas 8,1 mil dólares foram divididos entre os vinte integrantes do elenco e os membros da equipe de produção. Eventualmente, os produtores processaram a distribuidora por não ter pagado a porcentagem combinada do lucro total. Um processo judicial determinou a ela que lhes pagasse 500 000 dólares, porém a empresa já havia declarado falência. Em 1983, a New Line Cinema lhe adquiriu os direitos de distribuição e deu-lhes um valor maior do que aquele que fora estabelecido.

## Lançamento e repercussão
O filme que verão é baseado na tragédia que se sucedeu a um grupo de cinco jovens, em particular Sally Hardesty e seu irmão inválido, Franklin. [...]

— A abertura aponta falsamente que o filme é baseado em eventos verdadeiros, uma tática que contribuiu para seu sucesso.
The Texas Chain Saw Massacre estreou em 1 de outubro de 1974, em Austin, Texas, quase um ano após a conclusão das filmagens. Ao ser exibido nacionalmente nos Estados Unidos, três dias depois, foi anunciado como estratégia de publicidade que o filme era baseado em uma "história real", o que ajudou a atrair um grande público, formado majoritariamente por adolescentes. O ator Edwin Neal costumava assistir ao filme repetidamente em um cinema em Austin, com intuito de assustar os cinéfilos desavisados, esperando o momento em que suas cenas aparecessem para apresentar-se ao público. Subsequentemente, os responsáveis pelo local pediram-lhe que desistisse da prática. "Um dos filmes mais malditos já feitos. Sinto muito que alguém se sentiu compelido a fazê-lo, mas já que fizeram, Hooper realizou um excelente trabalho. A violência em si não é extrema, mas a tensão, atmosfera e emoções são extremamente poderosas", escreveu Bill Warren para a revista Cinefantastique.
Sua primeira apresentação fora do território norte-americano aconteceu na Grécia, em 15 de outubro de 1974; posteriormente, em 29 de novembro, a obra retornou à America do Norte, desta vez na cidade de Toronto. O próximo lançamento do filme ocorreu no Japão, no dia 1.º de fevereiro de 1975, seguido de sua exibição no Festival de Cannes, que foi realizado em 17 de maio. Nele, o crítico Rex Reed comentou: "[The Texas Chain Saw Massacre] faz Psycho parecer uma canção de ninar, e The Exorcist, uma comédia." A Dinamarca foi o último país a expô-lo naquele ano. Obteve o Prêmio da Crítica no Festival de Cinema Fantástico de Avoriaz em 1976. A exibição seguinte da película deu-se apenas 18 de novembro no Festival de Cinema de Londres, no qual ganhou o troféu de "Melhor Filme do Ano". Três dias depois, The Texas Chain Saw Massacre foi liberado para todo o território do Reino Unido, finalizando sua exibição daquele ano na Irlanda, em 31 de dezembro. Em 1977, foi apresentado apenas na Espanha e na Holanda, em 30 de março e 10 de novembro, respectivamente. Nos anos seguintes, o filme foi sendo gradualmente liberado em outros territórios, como na Alemanha Ocidental, em 1978; França, em 1979 (diretamente em vídeo); Peru, em 1982; França, 1982 (lançamento oficial), Austrália, em 1984; Finlândia, em 1996; Islândia, em 2000; e, por fim, na Turquia, em 3 de abril de 2015. No Brasil, a estreia deu-se em 28 de agosto de 1987; em Portugal, aconteceu no dia 4 de março de 1999 no Festival Internacional do Cinema do Porto (na ocasião foi exibida a versão sem cortes do diretor).
No circuito brasileiro, recebeu o título de O Massacre da Serra Elétrica, embora o instrumento utilizado por Leatherface para abater suas vítimas pareça ser uma motosserra movida a combustível líquido e não a ferramenta movida à eletricidade referida no título; em Portugal, ficou conhecido como Massacre no Texas. Assim como varia de título entre Brasil e Portugal, o filme recebeu diversos nomes ao redor do mundo; os principais títulos, com respectiva tradução livre, foram: Em espanhol: El Loco de la Motosierra (O louco da motosserra), na Argentina e no Chile; Una masacre sin igual (Um massacre sem igual) ou Una matanza sin igual (Uma matança sem igual), no Peru; La matanza de Texas (A matança no Texas), na Espanha; Masacre en Texas (Massacre no Texas), na Venezuela e Masacre en cadena (Massacre em cadeia), no México. Na Europa: em alemão, Blutgericht in Texas (Massacre da motosserra no Texas) ou Das Kettensägenmassaker (O massacre da motosserra); em dinamarquês, Motorsavsmassakren (Massacre da motosserra); em francês, Massacre à la tronçonneuse (Massacre da motosserra); em neerlandês, De kettingzaag (A motosserra) ou Slachting met de Kettingzaag (Massacre com a motosserra); em italiano, Non aprite quella porta (Não abra aquela porta); em grego, O shizofrenis dolofonos me to prioni (O assassino esquizofrênico da motosserra).

### Classificação indicativa
Hooper esperava que a Motion Picture Association of America (MPAA) desse ao filme uma classificação "PG" (a qual sugere a companhia de um adulto), devido à sua quantidade mínima de gore visível. No entanto, a associação classificou-o inicialmente como "R" (todos os menores de 17 anos devem ir acompanhados de um adulto), após o corte de vários minutos. Aparentemente, um distribuidor restaurou o material ofensivo e pelo menos um cinema exibiu a versão sem corte sob a classificação "R". Em San Francisco, espectadores saíam enojados das salas de cinema e, em fevereiro de 1976, dois cinemas em Ottawa, Canadá, foram aconselhados pela polícia local a retirar o filme de cartaz, para que não enfrentassem acusações de caráter moral.
A obra foi proibida no Reino Unido por Stephen Murphy, secretário do sistema de classificação British Board of Film Classification (BBFC), e posteriormente por seu sucessor, James Ferman. Enquanto a proibição britânica estava em vigor, a própria palavra "chainsaw" foi impedida em títulos de filmes, forçando imitadores a renomear suas produções. O Office of Film and Literature Classification, da Austrália, recusou-se a avaliar a versão de 83 minutos do filme em junho de 1975, assim como uma versão de 77 minutos lançada em dezembro daquele ano. Em 1981, uma fita de 83 minutos apresentada pela Greater Union Organization Film Distributors foi novamente recusada. Contudo, após ter sido apresentado para a Filmways Australia, foi aprovado com "R" em 1984.
O filme foi banido ou exibido com muitos cortes em vários países, incluindo Brasil, Chile, Finlândia, França, Islândia, Irlanda, Noruega, Singapura, Suécia e Alemanha Ocidental. Na Islândia, foi lançado apenas em novembro de 2000 e na Turquia, somente em abril de 2015.

## Recepção

### Bilheteria
The Texas Chain Saw Massacre estreou em 1 de outubro de 1974, em Austin, Texas, quase um ano após ter-se concluído as filmagens. Ao ser exibido nos Estados Unidos, foi anunciado, como estratégia de divulgação, que o filme era baseado em uma "história real", o que ajudou a atrair um grande público, formado majoritariamente por adolescentes. Sua arrecadação ultrapassou trinta milhões de dólares na América do Norte (14,4 milhões em aluguéis), tornando-se, inicialmente, o 12.º filme de maior bilheteria lançado em 1974, apesar de seu orçamento minúsculo. Entre os filmes independentes, foi superado anos depois por Halloween (1978), de John Carpenter, que arrecadou 47 milhões de dólares em sua estreia.

### Crítica

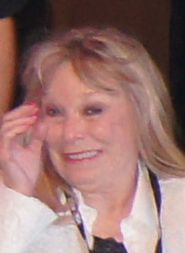
Marilyn Burns recebeu elogios da crítica por seu desempenho como Sally e tornou-se conhecida como um dos primeiros exemplos dos tropos "rainha do grito" e "a última garota".

Inicialmente, as respostas dos críticos com relação ao filme foram mistas. Linda Gross, do Los Angeles Times, chamou-o de "desprezível" e notou que Henkel e Hooper [estavam] mais preocupados em criar uma atmosfera realista do que com o "pobre roteiro". O crítico Roger Ebert, em sua análise ao Chicago Sun-Times, escreveu que "The Texas Chain Saw Massacre é tão violento e terrível como o título promete... nenhum propósito aparente, a não ser o de gerar repulsa e medo... no entanto, é bem feito, bem atuado e muito eficiente". Patrick Taggart, do periódico Austin American-Statesman, saudou-o como o filme de terror mais importante desde Night of the Living Dead (1968), de George A. Romero. A revista Variety observou que, apesar da grande quantidade de gore, a obra foi bem realizada. O crítico Steve Crum descreveu-o como "[um] lixo que estabelece novos níveis de brutalidade". À gazeta Cinefantastique, John McCarty afirmou que a casa da família fez com que o Motel Bates "parecesse demasiadamente agradável". Por sua vez, o escritor Stephen Koch, em um artigo intitulado "Fashions in Pornography", publicado na Harper's em 1976, referiu-se ao filme como uma "implacável violência sádica, tão extrema e hedionda quanto uma completa falta de imaginação pode gerar".
Com o passar dos anos, suas avaliações críticas melhoraram, em grande parte no que concerne à qualidade estética e sua influência. Observando que ele conseguiu ser "horripilante sem ter um banho de sangue (você verá mais sangue em um filme de Steven Seagal)", Bruce Westbrook, do Houston Chronicle, chamou-o de "uma obra prima do medo e da aversão". A TV Guide descreveu-o como "um filme inteligente, absorvente e muito perturbador, que quase não precisa de sangue para representar a violência", enquanto Anton Bitel considerou que o fato de ter sido banido no Reino Unido foi uma homenagem à sua arte. Ele destacou e elogiou como a sensação silenciosa de mau presságio no início do filme cresce, até que o espectador experimenta "um ataque punitivo aos seus sentidos". No livro Hick Flicks: The Rise and Fall of Redneck Cinema, Scott Von Doviak elogiou o uso efetivo de tomadas à luz do dia, incomum entre os filmes de terror, como a visão de um cadáver sobre uma lápide na sequência de abertura. Mike Emery, do The Austin Chronicle, aplaudiu os "toques sutis" do filme — como as transmissões de rádio ouvidas em segundo plano descrevendo terríveis assassinatos em todo o Texas — e disse que o que tornava tão medonho era nunca se afastar muito de uma possível realidade. Dave Kehr, do Chicago Reader, escreveu: "as imagens impactam mais por sua intensidade que por sua arte, mas Hopper tem talento". Christopher Null, do site Filmcritic.com, acrescentou: "em nossa consciência coletiva, Leatherface e sua serra elétrica tornaram-se tão icônicos quanto Freddy e suas navalhas ou Jason e sua máscara de hockey".

Os filmes de terror e exploitation quase sempre geram lucro se forem lançados pelo preço certo. Então, eles fornecem um bom ponto de partida para futuros cineastas ambiciosos que não conseguem realizar projetos mais convencionais. The Texas Chainsaw Massacre pertence a uma seleta equipe (com Night of the Living Dead e Last House on the Left) de filmes que são realmente muito melhores do que o gênero requer. Não é, no entanto, que você necessariamente goste de ver isso.

— Roger Ebert em sua análise ao Chicago Sun-Times.
A película também tem sido descrita em inúmeras publicações como uma das mais assustadoras de todos os tempos. O crítico de cinema Rex Reed afirmou que ele é o filme mais assustador que ele já assistiu. A Empire o chamou de "o filme de terror mais puramente horripilante já filmado" e o descreveu como "nunca menos do que totalmente comprometido em assustar-te". Relembrando a primeira vez em que o assistiu, o cineasta Wes Craven lembrou-se de que perguntara "que tipo de alucinado Mansonita" poderia ter criado tal coisa e chegou mesmo a opinar que "parecia que alguém tinha roubado uma câmara e tinha começado a matar pessoas". É uma obra de "terror cataclísmico", nas palavras do escritor Stephen King, que declarou: "Eu testemunharia com alegria o seu mérito social redentor em qualquer tribunal do país". O colunista Colin Jacobson elogiou o desempenho de Marilyn Burns e observou que sua personagem exigia bem mais da atriz em relação aos papéis desempenhados pelos demais atores: "Burns conseguiu expressar de maneira genuína a sensação de terror vivida por Sally". Para o site Sessão do Medo, o crítico brasileiro Marcelo Alves concordou e acrescentou que: "A atuação de Marilyn Burns é digna de um Oscar, ela se entrega a personagem como nenhuma outra atriz já fez. Em todas as cenas ela expressa desespero e passa toda a agonia da personagem para o espectador..." e concluiu que "[este] é um filme que pode ser considerado radical, chocante, visceral, sujo, tenso, corajoso e principalmente o maior filme de terror da história do cinema".
No website Rotten Tomatoes, possui 88 por cento de aprovação, com base em um total de 58 comentários. De acordo com ele, o consenso crítico do filme diz: "Graças a um roteiro inteligente e um trabalho com [as] câmera[s] em estilo documentário, The Texas Chainsaw Massacre carrega suspense do começo ao fim, tornando-o um clássico no cinema de exploração de baixo orçamento". No Metacritic, tem uma pontuação de 75/100. O website brasileiro AdoroCinema atribui-lhe uma nota de 4,5 por parte dos usuários. Na França, a obra foi recebida com uma nota de 3,3 em cinco, segundo o AlloCiné.

### Reconhecimento
The Texas Chain Saw Massacre foi amplamente reconhecido como um dos melhores filmes do seu gênero, figurando em diversas listas e classificações como tal. Em junho de 2001, como parte do AFI de 100 Anos..., do Instituto Americano do Cinema, o filme foi escolhido como um dos candidatos para entrar na lista "100 Anos... 100 Suspenses". Em 2003, a personagem Leatherface foi nomeada na categoria "100 Anos... 100 Heróis e Vilões", e, no ano de 2007, entrou na lista dos 400 melhores filmes americanos já realizados. Em 2004, a cena em que Leatherface ataca Kirk com um martelo posicionou-se no número cinco dos 100 Momentos Mais Assustadores do Cinema (no original, 100 Scariest Movie Moments), do Bravo; posteriormente, esse momento em conjunto com aquele em que Pam é pendurada num gancho foram incluídos em uma publicação de mesmo conteúdo efetuada pelo GamesRadar. No ano de 2005, a revista britânica especializada em cinema Total Film efetivou uma pesquisa que elegeu-o o Melhor Filme de Terror da História. Dois anos mais tarde, a Time incluiu-o em um catálogo de mesmo nome, assim como encabeçou publicações de mesmo título da revista Esquire e do site Consequence of Sound. A Empire operou uma consulta com críticos de cinema e leitores de todo o mundo para escolher os quinhentos Melhores Filmes já Feitos, na qual The Texas Chain Saw Massacre posicionou-se na 199.ª colocação; a revista também inseriu-o em sua lista dos 50 Maiores Filmes Independentes.
Em outro exame realizado pela Total Film em 2010, de mesmo título que aquele efetuado em 2005, a produção manteve-se na primeira classificação; o painel de jurados incluiu diretores veteranos de terror, como John Carpenter, Wes Craven e George A. Romero. A Entertainment Weekly colocou-o em sexto lugar entre os Melhores Filmes Cult, e o incluiu entre os vinte mais assustadores de sempre; também ficou em #8 na lista dos cem filmes mais assustadores de sempre, realizada pela Chicago Film Critics Association. Por outro lado, The Guardian classificou-o no número 14 de sua lista dos 25 Melhores Filmes de Terror. A revista Complex listou-o em excelentes posições em várias de suas publicações, como o #1 em sua lista de "Os Cinquenta Filmes mais Assustadores de Todos os Tempos" e na "As coisas Mais Assustadoras que já Vimos", a #19 das "25 Mais Duronas Heroínas de Filmes Terror" (Sally Hardesty) e em "Cinquenta Filmes Independentes que Tu Precisas Assistir Antes de Morrer" (sem classificação). IGN posicionou-o como o #9 dos "25 Melhores Filmes de Terror". Em uma votação feita pelos leitores do mesmo portal, Leatherface ficou em #5 na lista dos "25 Maiores Vilões de Sempre do Terror" (e o #72 de qualquer gênero) e em #6 numa votação semelhante para a revista Rolling Stone. Ele ficou em #4 na lista dos "Dez Melhores Vilões Slasher" para o site Fandango e entre os "Trinta Vilões mais Cruéis de Filmes de Terror", numa contagem feita pelo Games Radar, o qual também colocou a película em primeira classificação das "25 Melhores Obras do gênero Baseadas em Fatos Verdadeiros" e na terceira dos "Trinta Maiores Filmes Slashers". O cineasta Guillermo del Toro listou-o entre os "Cinco Melhores Filmes de Terror". Foi incluído no livro 1001 filmes que você deve ver antes de morrer, editado por Steven Schneider.

### Lançamentos posteriores

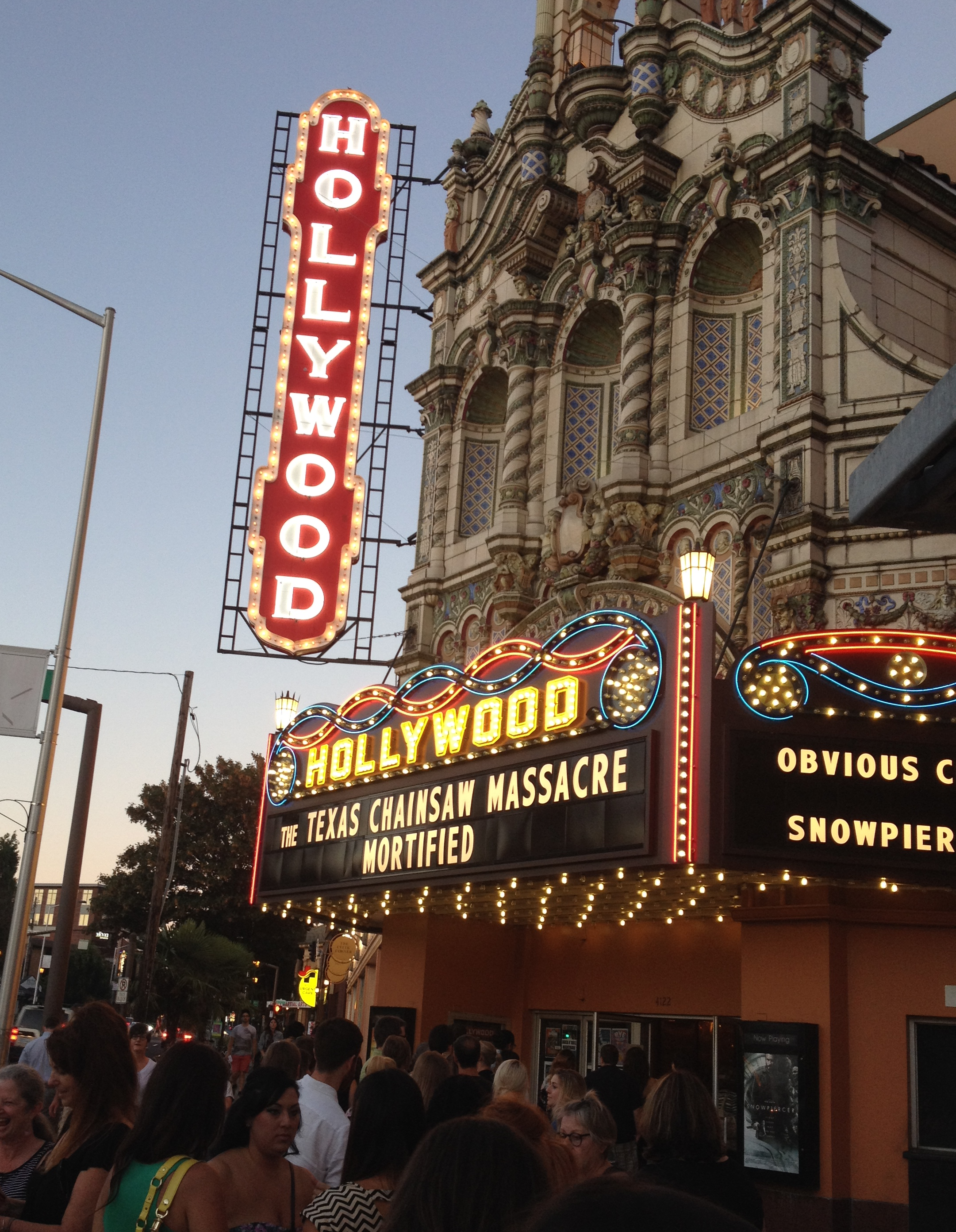
The Texas Chain Saw Massacre sendo exibido no Hollywood Theatre, no estado de Óregon, em julho de 2014.

Desde sua estreia, The Texas Chain Saw Massacre tem sido adaptado em vários formatos caseiros. No seu país de origem, foi lançado pela primeira vez em fita de vídeo e em Disco Eletrônico de Capacitância (CED) no início dos anos 80 pelas distribuidoras Wizard Video e Vestron Video. O British Board of Film Classification recusou-se liberá-lo na versão sem cortes para os cinemas, negando-se novamente em 1984, desta vez, para home video. A oposição aconteceu principalmente em consequência de uma onda de pânico moral que atingia filmes com conteúdo violento e/ou ofensivo, os chamados "video nasties". Somente em 1999 — quase 25 anos após a estreia original da obra no resto do mundo, após a aposentadoria do diretor da BBFC, James Ferman, que a organização admitiu sua distribuição nos cinemas e em home video.
A versão em DVD foi lançada em outubro de 1998 nos Estados Unidos  e, devido a uma controvérsia, apenas em maio de 2000 no Reino Unido.  Anos depois, foi comercializado um DVD duplo na região 1, intitulado The Texas Chainsaw Massacre: Ultimate Edition, o qual incluía entrevistas, melhorias no som e na imagem, e extras como cenas cortadas.
O filme foi lançado em DVD no Brasil com baixo preço e distribuição em banca de jornais, encartado na revista DVD News número 38, da Editora NBO, em abril de 2003. O material extra do DVD inclui cenas não aproveitadas, trailer de cinema, erros de filmagens, notas de produção, galerias de fotos, pôsteres promocionais, sinopse e biografias do elenco. Posteriormente, foi lançado também pela Continental Filmes, na coleção Trash Collection Vol. 1, cujo material extra contém Biografias, Filmografias, Galerias de Pôsteres e Bônus Animados e Sonoros, Lançamentos e Premiações. Era esperado que se exibisse uma Edição de Colecionador, da Cine Art, com o filme original restaurado e remasterizado, abrangendo cenas deletadas e galerias. Em vídeo VHS, a película original foi lançada duas vezes no país, a primeira pela Europa Home Vídeo e depois pela Reserva Especial Vídeo, sendo ambas as versões difíceis de se encontrar nas locadoras, uma vez que estão fora de catálogo.
Em 2005, o filme recebeu uma varredura em 2K e uma restauração completa dos rolos originais de 16 mm A/B, que foram posteriormente lançados em DVD e Blu-ray. A Dark Sky Films lançou uma nova versão em setembro de 2008, desta vez em Blu-ray. Em 3 de dezembro, foi lançado um DVD de três discos para a região 2, o qual foi intitulado The Texas Chain Saw Massacre: Seriously Ultimate Edition. No Brasil, um DVD com a versão restaurada do filme foi lançado em 29 de agosto daquele ano. Comercialização em outros formatos incluem em laserdisc e UMD. Na Monster Mania Horror Convention em 2008, em Cherry Hill, Nova Jersey, Teri McMinn compareceu pessoalmente como "Pam, a garota do gancho de carne", em uma reunião de elenco.
Em maio de 2014, foi realizada, pela Dark Sky Films, uma restauração ainda mais extensa do filme, desta vez, em 4K, usando os rolos reversores A/B originais de 16 mm, que permitiu à equipe de restauração retrabalhá-lo quadro a quadro, adicionar cor onde era necessário, e remover arranhões, manchas e outras distrações visuais.
"Esta foi facilmente a restauração mais difícil que já fizemos, em grande parte devido à condição, história e natureza dos elementos originais. Apesar de ser considerado o filme 'Gone with the Wind da Carne', e impecavelmente dirigido, fotografado e editado, é de fundo um filme regional, independente e de baixo orçamento [...] Havia inúmeros arranhões, emulsões e desgastes, resíduos de emenda, rasgos de rodas dentadas, sujeira e detritos, bem como uma boa quantidade de cores nos primeiros quatro rolos, que foram aplicadas na restauração digital."
— Todd Wieneke, responsável pela restauração.
Essa edição foi exibida pelo diretor dinamarquês Nicolas Winding Refn na Quinzena dos Realizadores do Festival de Cannes de 2014 para comemorar o aniversário de quarenta anos do filme; posteriormente foi lançada em DVD e Blu-ray em todo o mundo. Essa edição comemorativa foi indicada ao prêmio de Melhor Edição de DVD/BD no Prêmio Saturno de 2015. O Museu de Arte Moderna de Nova York adicionou uma cópia do filme à sua coleção permanente.
No Brasil, foi relançado pela Synapse Distribution nos cinemas em 16 de fevereiro de 2023. A versão apresentada será a 4K que foi remasterizada com supervisão do diretor.

## Temas e análises

### Vida americana contemporânea
A paisagem apocalíptica de Hooper é ... um deserto de dissolução onde outrora um intenso mito é passado. As ideias e a iconografia de [James Fenimore] Cooper, Bret Harte e Francis Parkman agora são transmogrificadas em currais para gado, postos de gasolina abandonados, cemitérios profanados, mansões em ruínas e uma casa de fazendeiros psicóticos. The Texas Chainsaw Massacre [é] ... reconhecível como uma descrição sobre 'o beco sem saída' da experiência americana.

— Christopher Sharrett
Os temas subjacentes do filme têm sido objeto de extensa discussão. Em uma análise cinematográfica, o crítico Christopher Sharrett observou que, desde o lançamento de Psycho (1960) e The Birds (1963), ambos dirigidos por Alfred Hitchcock, os filmes de terror americanos tornaram-se definidos pelas questões que abordam "a validade fundamental do processo civilizador americano", amplificadas durante a década de 1970 pela "deslegitimação de autoridade na Guerra do Vietnã e no Caso Watergate". "Se Psycho iniciou a exploração de um novo senso de absurdo na vida contemporânea, do colapso, da causalidade e do doente gótico americano, The Texas Chain Saw Massacre leva essa exploração a uma conclusão lógica, abordando muito as questões do filme de Hitchcock, ao passo que se recusa a ter um final reconfortante", completou.
O crítico de cinema Robin Wood define Leatherface e sua família como vítimas do capitalismo industrial, uma vez que seus empregos como trabalhadores de matadouros tornaram-se obsoletos em decorrência dos avanços tecnológicos. Ele afirma que a obra "traz à tona um espírito de negatividade [...] que parece não estar muito abaixo do nível do consenso moderno". Por outro lado, Naomi Merritt analisou a representação do "capitalismo canibalístico" em relação à teoria do tabu e da transgressão de Georges Bataille. Ela também defendeu as observações de Wood, complementando que os valores da família Sawyer "refletem ou correspondem às instituições americanas já consagradas e interdependentes [...] mas sua relação com a [baixa] classe social é corrupta e transgressora".
Na concepção do jornalista Kim Newman, a apresentação que é feita da família Sawyer durante a cena do jantar parodia uma típica família de sitcom americana: o dono do posto de gasolina é a figura do pai provedor; Leatherface é retratado como uma dona de casa burguesa e o caroneiro atua como o adolescente rebelde. Isabel Cristina Pinedo, autora do livro Recreational Terror: Women and the Pleasures of Horror Films Viewinge, escreveu que: "O gênero de terror deve mantê-lo juntamente com a comédia e tensão para ser bem-sucedido ao trilhar a tênue linha que separa o horror da paródia. Esse delicado equilíbrio é atingido neste filme, no qual o cadáver em decomposição do vovô não apenas engloba efeitos terríveis e cômicos, mas, na verdade, usa um para intensificar o outro".

### Violência contra a mulher e afinal girl
Críticos e estudiosos têm interpretado The Texas Chain Saw Massacre como um filme exploitation paradigmático em que protagonistas femininas são submetidas à violência brutal e sádica. Stephen Prince comenta que o horror "surge do tormento da jovem submetida à prisão e abuso em meio a armas deterioradas [...] e móveis feitos de ossos e dentes humanos". A produção tornou-se uma das pioneiras a consolidar imagem e caracterização da figura da Final Girl (na tradução literal, Garota Final ou Última Garota) — a heroína e inevitável única sobrevivente que escapa de alguma forma ao horror que se abate sobre os outros personagens. Sally Hardesty é ferida e torturada, mas consegue sobreviver com a ajuda de um homem, o motorista do caminhão. A professora americana de estudos de cinema Carol J. Clover, desenvolvedora do termo em seu livro Men, Women, and Chainsaws: Gender in the Modern Horror Film (1992), descreveu-a como o herói — e não apenas uma heroína, já que classicamente esta é salva por aquele, que deve ajudá-la a suportar as dificuldades que lhe rodeiam. "No clássico filme de terror, a Última Garota é retratada como a menos sexual por natureza e são os amigos mais sexualizados os primeiros a serem mortos. A excessiva cena de tortura do jantar em família ajuda Sally a fortalecer-se, visto que ela é espancada pelos antagonistas e grita e grita por socorro tentando argumentar com a família. Em muitos aspectos, seus gritos representam sua feminilidade e é por essa razão que este é o momento em que se relaciona mais com a feminilidade da personagem principal". Clover afirma que, mesmo sendo predominantemente masculino, o público é capaz de envolver-se e identificar-se com ela devido ao fato de que, no modelo da teoria psicanalítica de Sigmund Freud, "o papel de ameaça e o papel de vítima coexistem no mesmo inconsciente, independentemente do sexo anatômico". Portanto, é por essa razão que o público, masculino ou não, é capaz de simpatizar com Sally e identificar-se com sua angústia e depois com sua ascensão ao poder.

A cena em que Pam é pendurada viva num gancho de carne foi apontada por críticos como evidência da típica submissão de protagonistas femininas à violência brutal e sádica em filmes de terror comerciais.

Os críticos argumentaram que, mesmo em filmes exploitation em que a proporção de mortes masculinas e femininas é mais ou menos igual, as imagens que perduram serão a da violência cometida contra as personagens femininas. O caso específico de The Texas Chain Saw Massacre fornece suporte para este argumento: três homens são mortos de forma rápida, mas uma mulher é brutalmente abatida — pendurada em um gancho de carne — e a mulher sobrevivente passa um longo tempo sendo torturada física e mentalmente. Em 1977, a crítica Mary Mackey descreveu a cena do gancho de carne como, provavelmente, a mais brutal cena de morte feminina vista na tela em um filme distribuído comercialmente. Ela colocou-o em uma linha de filmes violentos que retratam as mulheres como fracas e incapazes de proteger a si mesmas.
Em um estudo, foram exibidos a um grupo de homens cinco filmes que descreviam diferentes níveis de violência contra mulheres. Na primeira visualização de The Texas Chain Saw Massacre, eles experimentaram sintomas de depressão e ansiedade; no entanto, após uma visualização posterior, eles consideraram a violência contra as mulheres menos ofensiva e mais agradável. Um outro estudo, investigando as percepções específicas de gênero em filmes slasher, envolveu 30 homens e 30 mulheres universitários. Um participante do sexo masculino descreveu a gritaria, especialmente de Sally, como a “coisa mais louca” do filme.
De acordo com Jesse Stommel, do Bright Lights Film Journal, a falta de violência explícita no filme força os espectadores a questionarem seu próprio fascínio com a violência que desempenha papel central em sua imaginação. No entanto, citando os rápidos movimentos de câmera, repetidas explosões de luz e impactantes efeitos sonoros do filme, Stommel afirma que a obra envolve o público primariamente de forma sensorial, e não ao nível intelectual.

### Vegetarianismo
The Texas Chain Saw Massacre também tem sido descrito como o "filme pró-vegetariano definitivo" devido aos seus temas ligados aos direitos dos animais. Em um ensaio de vídeo, o crítico de cinema Rob Ager descreve a ironia que há em seres humanos serem abatidos para obter carne, colocando humanos na posição de seres abatidos como animais de fazenda. O diretor Tobe Hooper deixou de comer carne ao fazer o filme, e disse: "De certa forma, eu achava que o coração do filme era a questão da carne, é sobre a cadeia da vida e a morte de seres sencientes".

## Adaptações para outras mídias
Alguns meses após o lançamento da versão em VHS de The Texas Chain Saw Massacre, a Wizard Video criou um jogo de videogame baseado no filme para o console Atari 2600. No jogo, o jogador assume o papel do vilão principal, Leatherface, e tem o objetivo de assassinar intrusos, enquanto evita obstáculos como cercas e crânios bovinos. Por ter sido um dos primeiros videogames baseados em um filme de terror, The Texas Chainsaw Massacre causou polêmica por sua natureza violenta e alguns comerciantes se recusaram a vendê-lo.
Em 1991, a Northstar Comics criou várias histórias em quadrinhos baseadas na franquia The Texas Chain Saw Massacre, as quais foram intituladas Leatherface. A franquia foi posteriormente adaptada pela Avatar Press, editora que publicou a primeira de uma série de histórias em quadrinhos em 2005. Em 2006, a Avatar Press perdeu a licença e o estúdio Wildstorm - subdivisão da DC Comics – encarregou-se de publicar novos números. Estas séries apresentavam novos personagens, sendo Leatherface um dos poucos que apareceu no filme; apenas Leatherface, publicada em 1991, foi baseada em uma das fitas, The Texas Chainsaw Massacre III. A primeira edição vendeu 30.000 cópias.
Em 2016, o assassino Leatherface tornou-se um personagem DLC jogável no videogame Mortal Kombat X, como um dos dois convidados cinematográficos do pacote Mortal Kombat X Kombat Pack 2, sendo o outro personagem o Alien Xenomorph, da franquia Alien. Os golpes de Leatherface no jogo (fatalities) foram considerados "brutais" e "arrepiantes". Em 2017, o assassino da máscara de couro virou novamente um personagem DLC jogável, dessa vez em Dead by Daylight, jogo eletrônico survival horror da Behavior Interactive.

## Outros filmes da franquia
A história do assassino Leatherface e sua depravada família deu origem a uma franquia que já conta com um total de oito filmes. A primeira sequência, intitulada The Texas Chainsaw Massacre 2, lançada em 1986 e também dirigida por Hooper, foi considerada mais violenta que a obra original e acabou sendo banida na Austrália. Embora bem-sucedida em seu lançamento inicial, a produção não conseguiu fazer um lucro substancial e não alcançou críticas favoráveis como a película original e Jim Siedow foi o único ator que retornou nesta sequência. Em 1990, estreou Leatherface: Texas Chainsaw Massacre III, a segunda sequência, que dessa vez não contou com o retorno de Hooper. O filme foi um fracasso crítico e comercial, arrecadando menos de seis milhões de dólares nas bilheterias norte-americanas.
O quarto filme lançado, The Return of the Texas Chainsaw Massacre (1995), estrelado por Renée Zellweger e Matthew McConaughey, apresenta um enredo com elementos que permitem apontá-lo como uma refilmagem virtual do filme de 1974, e não necessariamente como uma sequência. A refilmagem oficial, por sua vez, foi comercializada em 2003, sob o título The Texas Chainsaw Massacre, na qual estrelou Jessica Biel, Jonathan Tucker, Erica Leerhsen, Mike Vogel e Eric Balfour. Diferentemente do original, a refilmagem obteve baixas avaliações, apesar de ter tido um ótimo desempenho na bilheteria: cerca de 107 milhões de dólares — a maior arrecadação da franquia sem ajuste à inflação de 2017. Essa película foi seguida por uma prequela, The Texas Chainsaw Massacre: The Beginning (2006), estrelada por Jordana Brewster, Diora Baird, Taylor Handley, Matt Bomer e R. Lee Ermey. Em 2013, estreou Texas Chainsaw 3D, sequência direta do original e sem nenhuma relação com os dois filmes anteriores. Nele, Alexandra Daddario fica responsável pelo papel principal, com Dan Yeager, Trey Songz, Tania Raymonde, Scott Eastwood, Thom Barry, Paul Rae e Bill Moseley nos papéis coadjuvantes. Apesar da baixa aprovação por parte dos críticos, Hooper aprovou a produção e disse que o filme é "Incrível, tão aterrorizante quanto o original".
Em 21 de setembro de 2017, foi lançado a prequela Leatherface, inicialmente com exclusividade para a DirecTV. Posteriormente, recebeu um lançamento mais amplo, simultaneamente, em vídeo sob demanda e em salas de cinema limitadas, na América do Norte, em 20 de outubro de 2017.

## Impacto cultural e legado

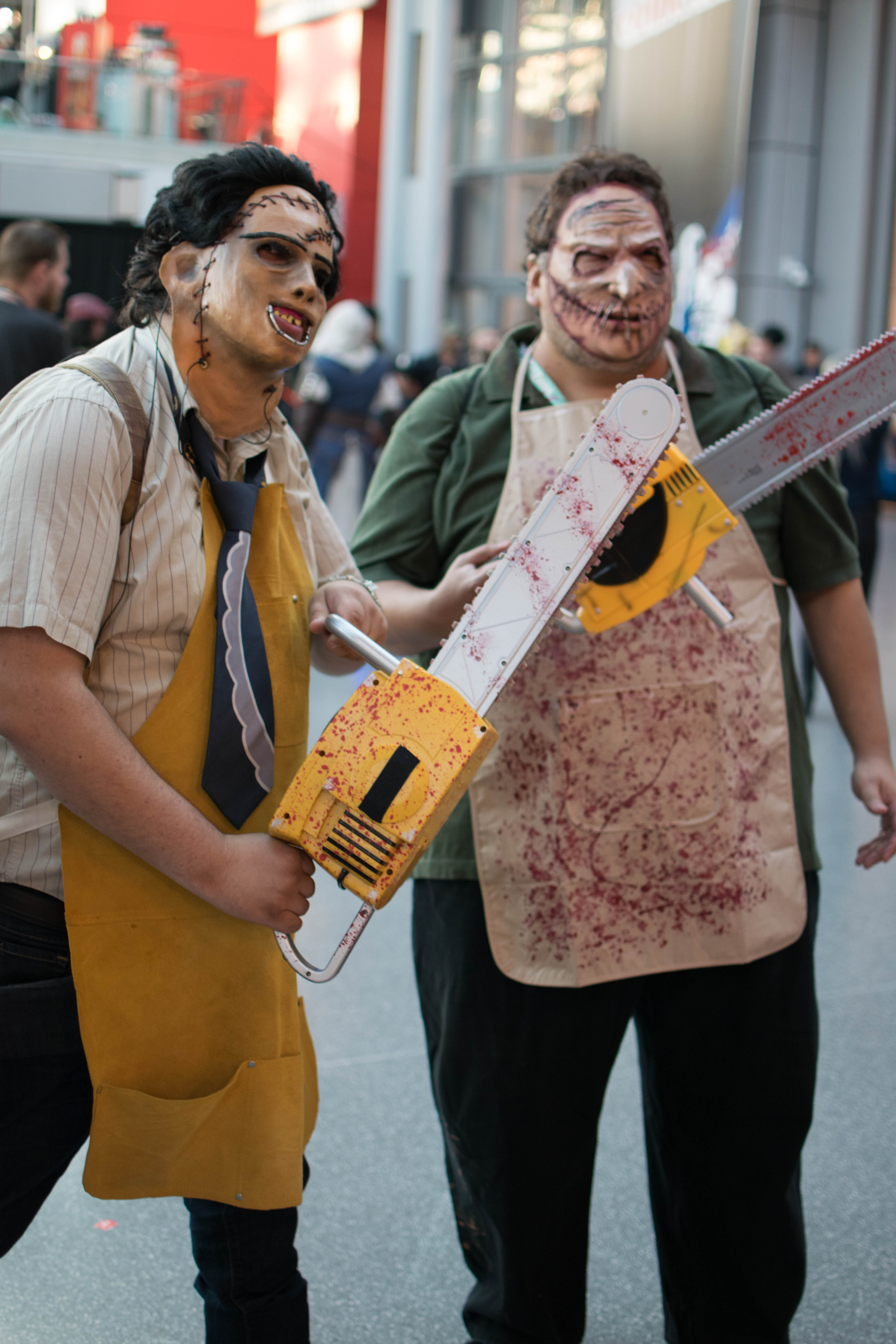
Cosplayers de Leatherface no evento New York Comic Con de 2016.

The Texas Chain Saw Massacre foi creditado como a revitalização e inovação do gênero de terror nos anos de 1970 e aclamado por muitos críticos como o filme de terror perfeito, além de ser considerado como um dos mais influentes de todos os tempos, impactando de forma revolucionária os preceitos do gênero. Em sua análise ao site Plano Crítico, Luiz Santiago observou que a obra não apenas marcou época como também serviu de ponto de partida para uma nova fase do horror no cinema, "escalando níveis além daqueles transpostos por Alfred Hitchcock em Psicose e Os Pássaros, mais de uma década antes". O autor Jason Zinoman analisou de mesmo modo, o qual foi transposto em seu livro Shock Value, que enuncia: "a partir de 1968, o terror mudou drasticamente desde a época de Boris Karloff e Vincent Price, de castelos, fantasmas e noites tempestuosas, até uma forma crua e simples de horror, sendo The Texas Chain Saw Massacre um dos pioneiro do slasher, uma vez que evoluiu o gênero para uma fórmula de violência gráfica altamente sexualizada, com um enredo mínimo e baldes de sangue. O mesmo se sucedeu a Richard Zoglin que, em sua publicação à Time, notou que a obra "estabeleceu um novo padrão para filmes de terror"; posteriormente, a revista nomeou-a uma das Cinquenta mais Polêmicas da História.
O estudioso de cinema Tony Magistrale acredita que o filme abriu o espaço para o horror ser usado como um veículo para comentários sociais. Descrevendo-a como "barata, suja e fora de controle", Mark Olsen, do Los Angeles Times, declarou que a produção "define e substitui inteiramente a própria noção do gênero exploitation". Em seu livro Hick Flicks: The Rise and Fall of Redneck Cinema (2005), Scott Von Doviak referiu-se a ele como "um dos poucos do gênero que usam a luz do dia de forma eficaz, desde a horripilante sequência de abertura mostrando um corpo em decomposição na lápide de um cemitério". Semelhantemente, em um momento em seu livro Dark Romance: Sexuality in the Horror Film (1986), David J. Hogan argumentou que este é "o gore mais efetivo de todos, e, de um ponto de vista mais amplo, está entre os filmes de terror mais eficazes já feitos [...] a força motriz por trás de The Texas Chainsaw Massacre é mais terrível do que a sexualidade aberrante: a demência total". De acordo com o crítico de cinema Bill Nichols, a película "alcança a excelência da arte autêntica, profundamente perturbadora e intensamente pessoal, mas, ao mesmo tempo, muito mais do que isso". O autor Leonard Wolf elogiou-a como "... uma excelente obra de arte" e o comparou-a a uma tragédia grega, observando a falta de violência na tela.
Por sua vez, a personagem Leatherface tornou-se um ícone no cinema e ganhou a reputação de ser um personagem muito significativo dentro do gênero de terror, responsável por estabelecer o uso de ferramentas como armas de assassinato e a imagem de um grande e silencioso assassino, desprovido de qualquer personalidade. Christopher Null, do Filmcritic.com, comenta que "na nossa consciência coletiva, Leatherface e a sua motosserra tornaram-se tão icônicos como Freddy e as suas lâminas ou Jason e a sua máscara de hóquei". Don Sumner chamou o filme de um clássico que introduziu um novo vilão no panteão do terror influenciando uma geração inteira de cineastas. Foi também o precursor do conceito de várias pessoas comuns que, ao se encontrarem em ambientes desolados e selvagens, são confrontadas com atrocidades horríveis e maníacas advindas de um psicopata.
Nas palavras de Rebecca Ascher-Walsh, escritora da Entertainment Weekly, The Texas Chain Saw Massacre criou a base para futuras franquias de terror, como Halloween, Friday the 13th, The Evil Dead, A Nightmare on Elm Street e The Blair Witch Project. O diretor Ridley Scott referiu-se a ele como uma fonte de inspiração para o seu filme Alien (1979). Do mesmo modo, o francês Alexandre Aja creditou-lhe como uma grande importância em seu início de carreira. Por sua vez, o cantor e cineasta Rob Zombie afirmou que a obra foi uma influência para seu trabalho, especialmente para seus filmes House of 1000 Corpses (2003) e The Devil's Rejects (2005). Outros cineastas que tiveram influência em seus filmes foram Hideo Nakata, Jack Thomas Smith, Nicolas Winding Refn e Wes Craven. Em 2003, foi lançado o filme Director's Cut: A Killer Comedy, também chamado de Metal Face, dirigido por Eric Stacey, que satiriza fortemente The Texas Chain Saw Massacre. Ben Cobb, crítico de cinema da rede de televisão Channel 4, o considera "um triunfo do estilo e atmosfera, ele é sem dúvida um dos filmes de terror mais influentes de todos os tempos". Em 2014, a BuzzFeed observou que, embora tivesse completado quarenta anos, a obra permanece fresca, atual e ainda como uma das mais assustadoras de sempre.
Em uma análise ao site Boca do Inferno, um crítico reconheceu que "ao filmar as expressões faciais do mais puro horror da personagem Sally, focalizando um perturbador enquadramento de seus olhos desesperados e de sua boca escancarada gritando por socorro, [...] Hooper foi muito convincente". Ainda notou a influência desse recurso em diversos filmes seguintes, "sempre obtendo bons resultados". Semelhantemente, um jornalista da Variety escreveu que "essa autêntica expressão de desespero levou a atriz Marilyn Burns a ser considerada uma das primeiras "scream queens" ("rainhas do grito") do cinema de terror.
A influência do filme também pode ser percebida no mundo da música, particularmente no rock. O grupo de punk rock Ramones menciona o filme em sua canção "Chain Saw", presente no primeiro álbum da banda. Na Espanha, as canções "Un día en Texas", do grupo Parálisis Permanente, "Familia de subnormales todos locos", do Airbag, e "La matanza de taxis" ou "La sierra es la familia", de Siniestro Total, refletem a influência da obra em suas letras.